# Frottage

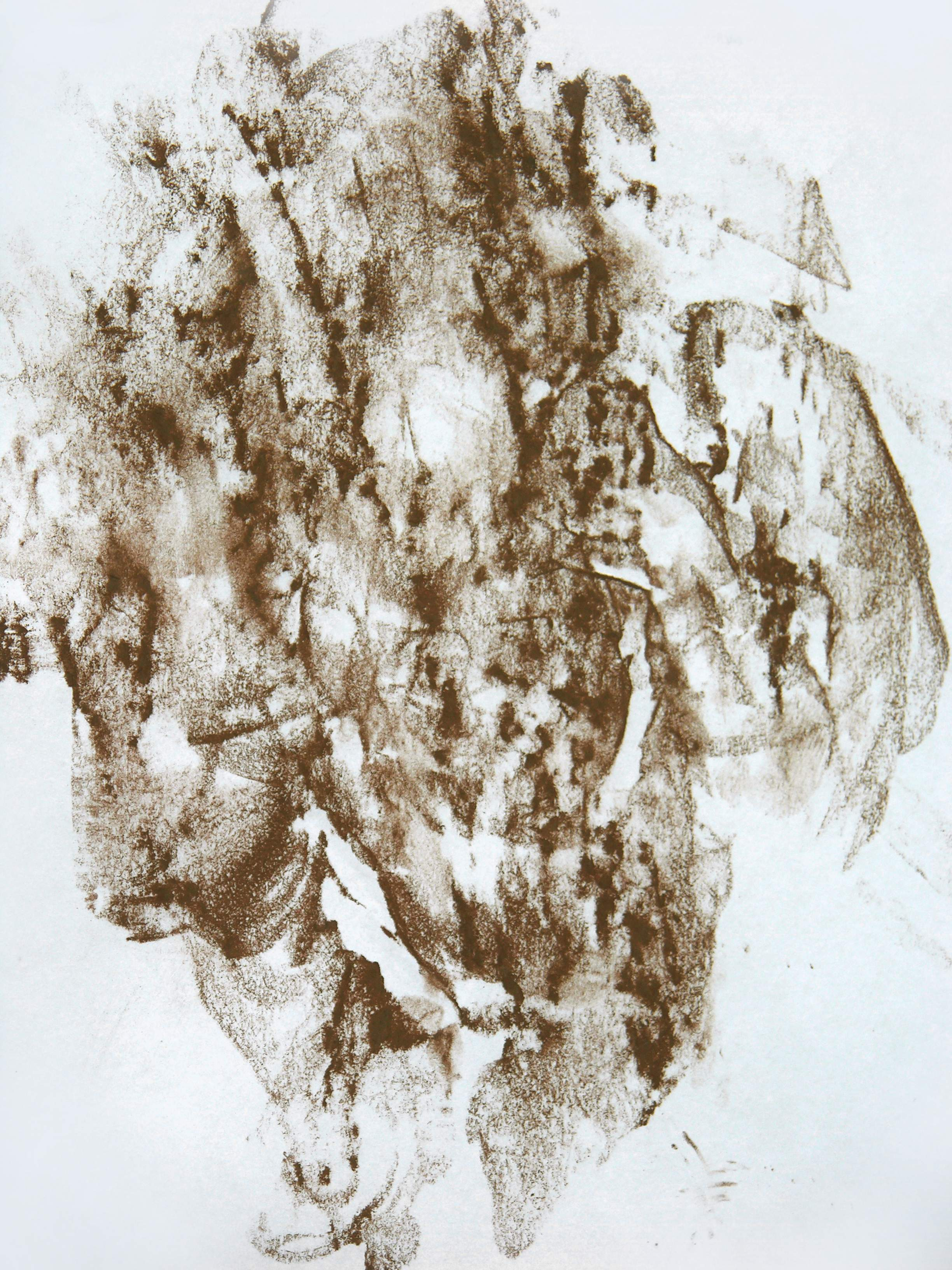
Uso da técnica frottage sobre um Súber.

Na arte, frottage (do francês "frotter", em português"friccionar") é um método surrealista e "automático" de produção criativa desenvolvido por Max Ernst.
No frottage o artista utiliza um lápis ou outra ferramenta de desenho e faz uma "fricção" sobre uma superfície texturizada. O desenho pode ser deixado como está, ou pode ser utilizado como base para aperfeiçoamento. Embora superficialmente similar à fricção em latão e a outras formas de "esfregar", visando reproduzir um objeto já existente, a técnica do frottage difere por ser aleatória.
Foi desenvolvida pelo pintor, escultor e artista gráfico alemão, Max Ernst, em 1925. Aconteceu após Ernst ter a ideia de colocar uma folha(papel) no chão de madeira de seu ateliê e copiar a sua textura. Assim, acabou desenvolvendo a técnica de frottage.
A técnica também é utilizada na arte postal.
- Este artigo foi inicialmente traduzido, total ou parcialmente, do artigo da Wikipédia em inglês cujo título é «Frottage (art)», especificamente desta versão.